# Aemilia Lepida III
Aemilia Lepida III († 36 na Chr.) was de dochter van Marcus Aemilius Lepidus.
Ze huwde haar achterneef Drusus Caesar. Gedurend hun huwelijk vertelden ze beiden lasterpraatjes over elkaar. Ze zou ook zijn verleid door de praefectus praetorio Lucius Aelius Seianus. In 36 werd ze beschuldigd van overspel met een slaaf en ze pleegde later zelfmoord, uit schuldgevoel.

## Antieke bronnen
- Tac., Ann. VI 40.3.
- Cassius Dio, LVIII 3.8.